# 103015 Gianfrancomarcon
103015 Gianfrancomarcon este o planetă minoră (asteroid) din centura de asteroizi. A fost descoperită pe 8 decembrie 1999 la osservatorio astronomico di Campo Catino⁠(d) de . 
Obiectul prezintă o orbită caracterizată de o semiaxă mare de 2,3069974732575 UAi, o excentricitate de 0,10832753179258, o înclinație de 4,3045075314899 ° în raport cu ecliptica.